# 曼达瓜曼
曼达瓜曼是巴西巴拉那州的一个市镇。总面积335.816平方公里，总人口32976人，人口密度98.2人/平方公里。